# Chalepus titschecki
Chalepus titschecki es un coleóptero de la familia Chrysomelidae.
Fue descrita científicamente en 1931 por Uhmann.